# Un viaggio stupefacente
Un viaggio stupefacente (Boundaries) è un film del 2018 diretto da Shana Feste e interpretato da Vera Farmiga, Christopher Plummer, Christopher Lloyd e, alla sua ultima interpretazione in vita, Peter Fonda.

## Trama
Laura, una madre single, in compagnia del figlio quattordicenne Henry è costretta a portare in giro per la nazione il padre Jack, spacciatore d'erba, da Seattle a casa di sua sorella a Los Angeles, poiché appena buttato fuori dall'ennesima casa di riposo,

## Produzione
Le riprese sono iniziate il 2 maggio 2016 a Vancouver, Columbia Britannica, e sono terminate il 3 giugno 2016.

## Distribuzione
Il film è stato distribuito nelle sale cinematografiche statunitensi a partire dal 28 giugno 2018.

### Polemica su Peter Fonda
Il 20 giugno 2018, la Sony Pictures Classics ha condannato il tweet “inappropriato” di Peter Fonda, rivolto al figlio del presidente Donald Trump, scritto come reazione della politica anti-immigrazione clandestina. La Sony ha inoltre annunciato che non avrebbe modificato il film o cambiato la data d'uscita, sottolineando che l'attore recitava un ruolo minore.